# Тоні Даткович
Тоні Даткович (хорв. Toni Datković, нар. 6 листопада 1993, Загреб) — хорватський футболіст, захисник іспанської «Картахени».

## Клубна кар'єра
Народився 6 листопада 1993 року в місті Загреб. Вихованець юнацьких команд футбольних клубів «Новаля», «Локомотива» (Рієка) та «Рієка». У серпні 2012 року він був відданий в оренду клубу хорватської Другої ліги «Поморац» , в якій провів два сезони, взявши участь у 45 матчах чемпіонату. Більшість часу, проведеного у складі У складі, був основним гравцем захисту команди.
Влітку 2014 року Даткович став гравцем словенської команди «Заврч». 18 липня того ж року він дебютував на вищому рівні, вийшовши в основному складі, в гостьовому поєдинку проти «Целе». У наступному турі Даткович забив свій перший гол, збільшивши перевагу своєї команди в гостьовій грі з «Рударом». Загалом відіграв за команду із Заврча наступні півтора сезони своєї ігрової кар'єри. Граючи у складі «Заврча» також здебільшого виходив на поле в основному складі команди.
На початку 2016 року уклав контракт з іншим місцевим клубом «Копер», а в квітні того ж року він зробив дубль у ворота своєї колишньої команди. У складі нової команди Даткович провів наступні півтора роки своєї кар'єри гравця. Тренерським штабом нового клубу також розглядався як гравець «основи».
Влітку 2017 року Даткович повернувся до Хорватії, підписавши контракт із загребським клубом «Локомотива». Тренерським штабом нового клубу також розглядався як гравець «основи». 2 вересня 2019 року був відданий в оренду в іспанський клуб Сегунди «Уеска». За сезон Даткович зіграв 17 матчів у чемпіонаті та допоміг клубу посісти перше місце та вийти до Ла Ліги.
18 серпня 2020 року він підписав трирічний контракт з «Арісом».

## Виступи за збірні
2012 року Даткович зіграти три матчі у складі юнацької збірної Хорватії (U-19) та один за команду до 20 років .
14 січня 2017 року зіграв свій єдиний матч у складі національної збірної Хорватії, відігравши усю гру за 3-тє місце Китайського кубка проти Китаю (1:1), який «картаті» програли по пенальті.
| Дата      | Місто   | Господарі | Результат | Гості    | Турнір           | Голи | Примітки |
| --------- | ------- | --------- | --------- | -------- | ---------------- | ---- | -------- |
| 14-1-2017 | Наньнін | КНР       | 1 – 1     | Хорватія | товариський матч | -    |          |
| Усього    |         | Матчів    | 1         |          | Голів            | 0    |          |

## Титули і досягнення
- Володар Суперкубка Сінгапуру: 2024
- Чемпіон Сінгапуру: 2024-25
- Володар Кубка Сінгапуру: 2024-25

## Особисте життя
Тоні — син футбольного тренера Івиці Датковича. Його брат, Марін, також був футболістом.